# 地方分权
地方分权、分權自治或权力分散，是「權力去中心化」的簡稱，「中央集权」的對稱:1380；指國家權力之一部，歸由地方政府行使的制度:1380，目的為竭力謀求限制上級權力、最大程度的增強下級權力，以防止獨斷專制的出現。
該名詞經常用於政治範疇之中，是国家权力依法由中央政府和地方政府分别行使權力，並且刻意使某方面的地方權力能大於中央權力的制度，只要不構成分裂國家、顛覆政權等危害到立國之本的行為，其餘權力能下放的則盡量下放。倡導國家以強制形式使權力部分回歸地方政府，這會讓中央政府行實行權力時，經濟成本、人力成本、維修成本等因素大幅下跌，既能保障整體國家經濟、國際地位的成長，亦讓中央政府將其目光聚焦在最需要扶持的地方，例如國防、軍事、貿易、外交、聯盟等領域。
“地方分權”一般分為兩方面，一個是在“法”的層面上將權力下放，一個是在“人”的層面上讓權力過渡轉移。
以“领土权”來舉例：第一種即“對某一行政区划的权力進行具體調整”，第二種則是用“規定地方的首席代表的權力多寡”。尚有一種特殊的“技术性”权力分散，讓擁有公共法人资格的团体（établissement public）內部成員之間，互相進行權力转移。在企業、學校等非政治範疇之內，第三種特殊情況反而較多，也更加傾向使用“权力分散”一詞。

## 概述

### 緣由
一般而言，中央政府主要負責治安和對外事務，而地方政府主要提供公共服務:16-17。因地方政府與中央政府功能不同，故地方自治有其必要:16。國家作為獨立法人實體，主要任務是維持自身生存和發展，與其他國家交往:17。中央政府作為國家代表，要承擔保全之責任，使國家免受傷害，健康生長:17。地方政府作為中央政府之組成分子，無須亦無從顧及整個國家之安全等問題，只需要滿足本地區居民生活即可:17。
政府是由於人民需求而建立，主要保障社會秩序正常，維護人民正當權益:17。因此，人民在其生產與生活過程中，必然與政府發生聯繫，政府也時刻承擔着為人民提供服務之義務:17。人民不可能直接涉及到中央政府，而必須由地方政府來滿足人民各種利益要求:17。諸如民主制度所要求廣泛公民參與等問題，事實上只是人民與地方政府之關係:17-18。當代國家地大人廣，難以使人民直接參與中央政府事務，或影響中央政府政治決策:18。地方自治為人民政治參與提供條件:18。在地方自治制度中，人民直接選舉地方議會和地方政府官員，通過某種形式直接參與地方管理、行政及訴訟等事務:18。這滿足人民政治需求，又符合政治治理之民主原則和精神:18。地方自治是一種當代政治統治有效形式:18。
權力有其必要，但需要適當限制和分散行使:18。在統一國家裏，權力集中可以高度整合國家，由上而下穩定政治秩序:18。如果事權不一，那將國家分裂，人民無所適從:18。但是，權力集中並不意味所有權力應集中至中央政府手中:18。高度集權會給國家和人民帶來危害，因此需要按照權力分散原則，適當縱向和橫向分佈權力:18。地方自治是縱向分佈權力，使地方政府獲得某些中央政府所不得干預之自治權，實現權力在中央政府與地方政府之間、在不同地方政府之間分散行使，同樣有利國家正常運行:18。

### 形式
地方分权大多為联邦制国家或实行地方自治之國家所採用:1380。
除军事、外交等全国性重要事项，由中央政府统一掌管外，凡地方可以处理的事项，如工农业、商业等，均由地方政府负责。有的如交通、财政等项，则由中央与地方分管。在該制度下，中央和地方之权力均由宪法規定，各有其範圍:1380。自治政治是民主政治最高形態:20。地方政府在法定範圍內行使其职权，但同時执行中央委托的全国性政务:1380。
地方自治是地方享有一定自治權力的管理制度:1380。資產階級革命初期，資產階級為反對封建專制，要求參與政權而提出:1380-1381。自治政治作為民主政治最終發展，使人民徹底實現自我管理:21。實行地方自治的國家，一般在法律上規定，地方居民可以選舉地方自治機關，管理地方事務:1381。

### 原則
現代自治政治是一種依法自治，在中央政府統一管轄下，依照憲法和中央政府制定之其他法律，以及地方政府自行制定不抵觸中央政府法律精神之法律文件、實行自治之政治:27。自治政治是有規則、有秩序之政治形態，不是無政府主義、為所欲為:27。
依法自治是國家統一之基礎，是地方自治政治基本前提:28。政治民主與依法自治不可分離，民主需要法治，按照民主和法治原則治國:28。因此，要用民主政治原則處理地方自治政府問題，用法律規範地方政府地位和自治範圍:28。因為民主聯繫權力分散行使，而自治是權力分散行使之重要舉措，所以民主也需要自治:28。在法律規範下實行地方自治，使民主政治原則貫徹到地方政府層面，是現代政治發展必然趨勢:28-29。在現代社會，政府社會責任日益增強，所以中央政府處於既負責任、又力不從心之困境:29。通過法律規範，使地方政府獲得廣泛自治權，既可減輕中央政府對社會之沉重負擔，又可使中央政府與地方政府連成一體，共同履行當代政府對社會之職責:29。

### 與割據或分裂的不同
從表面上看，地方割據或分裂似乎是爭取一種權力結構，由地方自我管理:29。但是，地方割據或分裂實質上是地方對抗中央，以擺脫中央甚至另組政府，從而破壞國家統一:29。根本區別正是建立在依法自治原則基礎上:29。在地方自治政治中，自治地位及權力範圍和界限由統一之國家法律確定；而在地方割據或分裂情況下，統一法律被拋棄，侵害國家主權:29。因此，現代國家主張地方自治，並努力創造地方自治條件，但都反對地方割據或分裂:29。

### 法律
規範自治之法律，一般有憲法確認地位:31。即以國家根本法確定其轄區地方政府自治地位:31。
地方政府雖然是國家一部分，但是相對於中央政府來說佔有甚麼地位，則表現不同形態:31。即使是在現代一些集權制國家，雖有地方政府之名，由於沒有自治權，實際上沒有其獨立地位:31。因此，通過憲法來規定地方政府自治地位，是自治政治重要特徵:31。憲法一般不涉及地方自治政府具體自治範圍和權力界限，僅僅制定自治一般原則:31。中央政府承認地方政府自治權利，並保證地方政府行使這些權利:31。地方自治政府必須按照自治原則來組織地方議會和地方政府:31。
在實行地方自治之國家，一般還制定地方自治法律，以具體規定地方自治權利:31。在有些國家，某些專項法律或法律文件也涉及地方自治權之規定:33。某一地方政府還可以申請中央議會通過一項私法案而獲得權力:33。因倡議頗費周章，現在實踐中並不多見:33-34。在英國，地方政府還可以通過臨時命令獲得許多特殊權力；有時大臣特別命令也能起到法律文件作用:34。按規定，地方政府得向有關大臣提出計劃，大臣往往先舉行聽訊會，然後才準施行:34。只要議會不否決大臣命令，即可授予地方政府以法定權力:34。

### 理論
自治政治範圍都是所謂地方事務，而國家事務由中央政府管轄，不屬自治範圍:38-39。
所謂地方事務，大致包括地方議會選舉及地方政府組成、地方治安、教育、地方規劃和公共衛生等事項:39-41。地方自治機關由當地選民直接選舉產生，是實行地方自治重要前提:39。地方治安即警察權，很多國家由地方政府行使，直接與地方自治政府形成有關:39-40。在西方國家，早期人們把地方政府稱為「守夜人」，職能主要是地方治安:40。地方政府一般管理教育事務，主要是初等教育及中等教育:40。隨着社會發展和進步，公民受教育是權利和義務:40。地方規劃，包括財政預算、市政建設、保護土地和運用資源等，當由地方自治機構管理:40。公共衛生是地方自治政府一項重要職責範圍，儘管似乎不太起眼:40。政府對社會之責任在公用服務事業，如在地方轄區內修橋補路、供水、供電、社會救濟、社會福利等:41。

### 結構與關係
能說明自治政治之本質，是其實際運行，而不是其靜態規範:78。在實行地方自治國家，中央政府在確保統一法律前提下，往往允許地方政府制定不與中央法律相抵觸之地方法規和單行條例，並自由裁量執行:86。在特別行政區自治地方，地方政府擁有制定法律權力，不僅可以保留並制定與中央政府法律體系不一致法律，還具有獨立司法制度和終審權:86-87。很多國家即使實行自治政治，地方政府很大部分財政來源於中央政府各種形式撥款，中央政府由此來鼓勵或阻礙地方政府某種活動，或者監督地方政府實施中央政府某項地方計劃:87。種種不同情況，決定地方自治政府與中央政府不同關係模式:87。

### 權限劃分
自治政治是自我管理，具有一級地方政府某些治理社會之權力:87。從主權管轄角度來看，中央政府統治權力可以管轄任何一個地方政府:87。但是，一個國家為確保地方政府具有自治權力，往往明確劃分地方政府和中央政府權限關係，體現中央政府管轄對地方政府，和地方政府一定自治權力:87-88。邏輯上，中央政府權力應該是無所不包，無所謂「分」與「不分」或「分到」與「分不到」:88。所謂地方政府與中央政府權限劃分，主要是指地方政府怎樣從中央政府「分到」甚麼權力:88。
確定地方自治政府之自治權限，並不意味着地方自治政府完全擺脫中央政府控制:95。事實上，任何形式以及任何程度之地方自治，都是在中央政府控制下建立並正常運行:95。中央政府控制地方自治政府是國家完整統一之根基:95。中央政府統一立法控制地方政府，把地方自治政府權力規範於憲法、法律範圍內；通過指導、命令、人事任免等行政措施控制地方政府，規範地方自治政府行為；通過財政撥款控制地方政府，提供某些地方事務管理經費:95-99。通過財政控制，中央政府能夠很大程度影響地方自治政府施政:101。

### 功能
自治政治可以防止中央集權:105。中央政府考慮問題主要是國家統治、政策一致；難以把握不同人民、不同利益以及不同地區治理要求；甚至可能把不一致、不協調地方利益和人民要視為國家異端，從而排斥於政治議程之外:106。高度集權並不能帶來高效率，行政管理效率必然低下:106。自治政治保障地方政府權力，同時也保障中央非集權地位:107。自治政治有效阻止集權，使各級政府對於其管理區域具有確定責任:107。自治政治適應現代複雜政府管理需要；因地制宜，合乎經濟和效率:112-115。在自治政治前提下，地方政府不能向中央政府轉嫁管理事務和推卸管理責任，必須懂得對地方事務之責任；人民也懂得地方事務管理是地方政府所致，對地方政府直接聯繫，便於人民對政府選擇和監督:117。地方政府管理地方事務都是人民身邊事，與人民利益密切相關，為人民所特別關注:118。自治政治鼓勵地方積極，地方政府具有足夠自治權力來管理地方事務，人民參與地方政府管理，促使地方政府及人民為國家發展而努力:117-118。
通過自治政治，可以使人民主動投身於與自己相關生活中，提高自己素質和熱情，使國家生活到運轉:124。人民有條件參與地方事務:125。需要公民具備必要文化素養和平等、自主、守法等基本觀念:127。實行地方自治政治，有效對人民教育和培養:127。

#### 推動經濟發展
自治政治給予經濟不同扶持和服務:120。國家可以通過地方自治政府，對不同地區不同情況分別治理，使整個國家全面發展:120。由於地方政府建立在基層，與人民直接聯繫，瞭解地方情形，容易制定適合當地經濟政策，鼓勵人民積極從事經濟活動，以推動經濟發展:120-121。自治政府下地方政府與中央政府分享財政權，能夠增強地方政府財政責任，合理使用財政收入，直接為經濟發展服務:121。自治政治可以給地方政府廣泛管理空間，為地方經濟發展創造條件:123。地方政府具有充分自治權力，就可以根據本地特點，認真規劃並積極創造必要基礎和條件，從而直接推動經濟發展:123。政府成本得到控制，間接促進經濟增長:123。中央政府直接管理事務減少，機構和員工大幅削減:123-124。政府開支大減，公民稅收相應減少:124。另一方面，人民直接交給地方政府一定稅收，就能夠直接監督稅收用途，無論政府還是人民，都能夠注意如何用最少耗費幹更多事情，以取得更有效成果:124。

## 权力分散的类型
根据 Dennis A. Rondinelli  (l'Université du Wisconsin) 及 Echraf Ouedrago (l'Université Laval) 的认同，权力分散主要存在四种不同的类型：
- 行政分权 (权力下放)
- 功能分权 (委托权)
- 政治分权 (归属权)
- 结构分权 (私有权)

## 中國共產黨的觀點
中國共產黨认为，国家元首的行政权力居于主导地位。
2019年2月，新华社引述中共中央报刊《求是》报道称，中共中央总书记习近平在中央全面依法治国委员会首次会议上发言，指出要从中国国情和实际出发，走适合自己的法治道路，决不能照搬别国模式和做法，决不能走西方宪政、三权鼎立和司法独立的路。2023年2月，中共中央办公厅、国务院办公厅印发的《关于加强新时代法学教育和法学理论研究的意见》重申了这一立场。

## 法国
法国有相当长时间的单一制国家历史，因此其行政向来都傾向中央集权。
在行政划分上，中央也握有大部分的职权。惟獨，巴黎作为政治、经济、文化中心，在国家历史中长期扮演着特殊的角色。然而，在现代，这种有强烈偏重的政策正受到越来越大的挑战，尤其它正在阻碍各地区经济社会的平等发展。

### 地方分权运动
“地方分权运动"（décentralisation），旨在提供各地方行政区域以自有职权，异于国家之所有，以令人民选举其权力机关，及保障在整个领土上之公权之平等。权力分散令决定权近于民众，有利导向社区民主。权力下放（déconcentration）则为相异之称谓，旨在通过将中央行政梯队之职能转移于地方，即省长、省级公共事业之负责人或其下属，以提高国家运转之效率。”──国民议会
在法国，第一批地方分权法律（德费尔法 Lois Deferre）在1982－83年间由皮埃尔·莫鲁瓦政府推行。它们是继戴高乐将军的“区域化”计划（于1969年公投中失败）之后的第二次尝试。1982－83年的地方分权运动源于副总理奥利维埃·吉夏尔（Olivier Guichard）在报告《一起生活》（Vivre ensemble）中的倡议，但特别是由于1977年新的政治气候：当时新一代的政治人物和社会党纷纷取得了市级选举的胜利。
让-皮埃尔·拉法兰（时任总理）在2002年和2004年间再次将地方分权改革提上了议事日程，而这新的一波浪潮被称为地方分权的第二幕。这次改革的结果被普遍认为让人失望，因而进行第三幕的要求也已被提出。
权力分散的优点之一，在于它将公共政策的制定更迫近于民众的需要。但同时，由于地区间资源和决策所潜在的不均等，新的区域间不平等的可能性也会被引入。

### 去中心化
术语地方分权或去中心化（décentralisation），同时也指称一项土地规划政策，旨在减少巴黎及周边地区在地区发展中所占比重。另一项政策“工业分散”也被提及，特别是五十年代中期，国家试图鼓励工业走出巴黎地区，参与外省的“外援建设”（développement exogène），这个政策之后受到“地方发展”（développement local）的支持者们的强烈批判。
在法国，地区间强烈的落差导致了这种去中心化政策。法兰西岛大区集中了实际上大多数的人口和经济活动。而在外省，许多地方都处于令人担忧的荒废状态。正是这种情况导致了1960年代的雄心勃勃的土地规划政策的出台，这都要感谢土地规划和区域事务评议会（DATAR: la Délégation à l'Aménagement du territoire et à l'Action Régionale）的组建。这项去中心化是通过建立平衡的都市而实施的。

## 問題
如果法制不完備，中央超越界限剝奪地方自治權力，地方政府僭越權力對抗中央或其他地方，從而發生地方分裂主義現象:130。如果一個國家地區間發展極不平衡，自治政治基礎也就可能受到影響:130。如果國家自治政策不利於減少發展不平衡，就有可能影響地方服從中央前提和基礎，從而滋生地方分裂主義思潮:130。中央政治穩定是自治政治重要基石:130。當中央政府發生裂痕和衝突，地方分裂主義總會抬頭:130。在多民族國家，民族不融洽是導致地方分裂主義重要因素:130。長遠根本解決地方分裂主義，是建立保持國家完整統一、又保障地方具有充分自治權力之政治機制:131。

## 評價
孫中山認為，地方自治是政治基礎：「日本之強，非強於其堅甲利兵，乃強於其地方組織之健全。不過，他們的這種地方自治，官治氣息很重，是不乎合吾黨民權主義全民政治的要求；但他們的某種精神和方法，在訓政時期卻很可參考，所以仍然有考察的價值。」